# Thomas Greiss
Thomas Greiss (Füssen, 29 gennaio 1986) è un hockeista su ghiaccio tedesco.

## Carriera

### Club
La sua carriera è iniziata in patria nella stagione 2003/04 con il Kölner Haie. Nel 2006/07 ha giocato per un periodo con i Fresno Falcons.
Nella stagione 2006/07 è approdato in AHL con i Worcester Sharks, mentre nel 2007/08 ha giocato per la prima volta in NHL con i San Jose Sharks. Nella stagione 2010/11 ha militato in Svezia con il Brynäs IF, prima di far ritorno nel massimo campionato statunitense con i San Jose Sharks.
Nella stagione 2012/13 ha giocato in Germania negli Hannover Scorpions. Negli anni successivi ha indossato le maglie di San Jose Sharks (2012/13), Worcester Sharks (2012/13), Phoenix Coyotes (2013/14) e Pittsburgh Penguins (2014/15). Dalla stagione 2015/16 gioca in NHL con i New York Islanders.

### Nazionale
Con la rappresentativa nazionale tedesca ha preso parte a due edizioni dei giochi olimpici invernali (2006 e 2010) e ai campionati mondiali 2016.